# منشار منحنيات
منشار المُنحنيات أو منشار البوصلة هو نوع من المنشار يستخدم لعمل قطع منحنية تُعرف بالبوصلة خاصة في الأماكن الضيقة حيث لا يتناسب المنشار الأكبر.